# Aleksi Savolainen
Aleksi Oskari Leonard Savolainen (* 4. Mai 2002) ist ein finnischer Leichtathlet, der sich auf den Zehnkampf spezialisiert hat.

## Sportliche Laufbahn
Erste internationale Erfahrungen sammelte Aleksi Savolainen im Jahr 2021, als er bei den U20-Europameisterschaften in Tallinn mit 7243 Punkten den zehnten Platz im Zehnkampf belegte. Anschließend belegte er bei den U20-Weltmeisterschaften in Nairobi mit 7183 Punkten den fünften Platz. 2023 gelangte er bei den U23-Europameisterschaften in Espoo mit 7392 Punkten auf den zwölften Platz und 2025 gewann er bei den World University Games in Bochum mit 7619 Punkten die Silbermedaille hinter dem Australier Benjamin Guse.
2024 wurde Savolainen finnischer Hallenmeister im Siebenkampf.

## Persönliche Bestleistungen
- Zehnkampf: 7619 Punkte, 25. Juli 2025 in Bochum
  - Siebenkampf (Halle): 5429 Punkte, 18. Februar 2024 in Tampere